# Бил Хикс
Уилям Мелвин Хикс (на английски: William Melvin Hicks) (16 декември 1961 – 26 февруари 1994) е американски „стенд ъп“ комик, критик, сатирик и музикант.

## Биография
Бил Хикс е роден във Валдоста, щата Джорджия и живее в Алабама, Флорида и Ню Джърси, преди да се установи в Остин, Тексас. Започва своята професионална кариера като комик през 80–те години. Неговото последно представление е на 6 януари 1994 в Ню Йорк. На следващия месец Хикс се сбогува с приятелите си и малко след това умира от рак в присъствието на своите родители на 32-годишна възраст.

## Комедиен стил
Приживе представленията на Хикс най-често включват черна комедия и сатирична критика на модерното общество, религия и политика, като това често е правено чрез философски и персонални наративи, отличаващи се с безкомпромисни предизвикателства към установени табута и порядки. Възгледите вплетени в шегите му брутално осмиват християнството, популярната култура, правителствата и лицемерната според него борба срещу дрогата. Често това води до противоречия, скандали и дори цензура. Това е една от причините той да бъде провъзгласян за „черния поет“ на контракултурата, където той е признат за един от най-смешните ѝ говорители, a популярността му е огромна. Хикс описва себе си като „Чомски с тоалетен хумор“ („Chomsky with dick jokes“).
В може би една от най-известните и цитирани реплики, която и групата Tool използва като интро на песента си Third Eye, Бил Хикс казва:
Никога не виждате позитивни истории за дрога по новините, нали? Това не е ли странно, повечето истории, които аз съм имал с дрога са нннннаистина шибано позитивни. Нали новините би трябвало да са обективни? Не ви ли се иска да видите позитивна ЛСД история? Да чуете за какво става дума, може би? Няма ли да е интересно? Поне веднъж?
„Днес млад мъж на ЛСД осъзна, че цялата материя е просто енергия, кондензирана до бавни вибрации, че ние сме едно Съзнание, което преживява себе си субективно. Няма такова нещо като смърт, живота е просто сън и ние сме въображение на самите себе си. А сега, Том с прогнозата за времето“ 